# Алет (син Гіппота)
Алет (дав.-гр. Ἀλήτης) — цар Коринфа, син Гіппота, засновник місцевої династії Гераклідів, батько Іксіона.
Захопив Коринф з другої спроби, атакувавши місто з півдня, після чого останні володарі Коринфа з династії Сизіфідів нібито змушені були погодитися передати владу прибульцям. Розділив мешканців міста на вісім філ. За іншою версією, за допомогою хитрощів захопив Коринф (обіцяв одружитися з коринфською царівною, якщо вона відчинить йому міську браму) і намагався захопити Афіни.
Зберігся переказ про те, що Алета вигнали з Коринфа, але отримавши у подарунок грудку землі, він повернув собі владу над містом. Згодом коринфян іноді називали «синами Алета».